# Francisco Pulido Valente
Francisco Pulido Valente GOSE (Santa Justa, Lisboa, 25 de dezembro de 1884 — São Sebastião da Pedreira, Lisboa, 20 de junho de 1963) foi um médico, professor de Ciências Médicas (primeiro na Escola Médico-Cirúrgica de Lisboa e, depois, na Faculdade de Medicina que a substituiu) e intelectual português que se destacou como modernizador do ensino médico em Portugal e como opositor ao regime ditatorial do Estado Novo. É patrono do Hospital Pulido Valente, em Lisboa.
Encontra-se colaboração da sua autoria no jornal A republica portugueza (1910-1911).

## Biografia
Nasceu a 25 de dezembro de 1884 e foi batizado a 15 de janeiro de 1885 na freguesia de Santa Justa, em Lisboa, sendo filho de Francisco Manuel Valente, negociante, natural de Serpa (freguesia de Aldeia Nova de São Bento), e de Maria Belo Pulido Valente, natural de Moura (freguesia de São João Baptista).
Conforme biografia redigida pelo filho Fernando, "Francisco Pulido Valente acreditava que os homens valem fundamentalmente por aquilo que fazem em vida e não pela memória que deixam nos vivos".
A família Pulido era originária de Espanha e estabeleceu-se em Portugal no no princípio do século XIX, juntamente com outras famílias espanholas. Do ramo Pulido uma parte veio a fixar-se em Barrancos, e outra na Vidigueira, onde nasceu Francisco Martins Pulido, também uma figura notável da medicina portuguesa, que foi nomeado para director do Hospital de Rilhafoles. É neste mesmo hospital, já renomeado de Hospital Miguel Bombarda, que Francisco Pulido Valente vem a iniciar a sua carreira em 1912.
Francisco Pulido Valente acompanhou activa e interessadamente todos os grandes acontecimentos culturais e políticos do seu tempo. Faz parte do corpo redactorial da revista Mocidade em cujo nº 1 da 1.ª série (1 de novembro de 1904), publica o artigo Geração Nova. Colabora também no jornal fundado e dirigido por João Chagas A Republica Portuguesa.
Em 1907, foi um dos cabecilhas da greve académica, juntamente com o seu cunhado, Lúcio Pinheiro dos Santos, os seus amigos Ramada Curto e os irmãos Américo e Carlos Olavo, durante a ditadura de João Franco.
Em 1909 formou-se na Escola Médico-Cirúrgica de Lisboa com a tese “Introdução ao Estudo da Histeria”. Após a formatura, adquiriu uma sólida formação teórica e prática, estagiando em vários serviços.
Em 1912 iniciou o Ensino Universitário como Assistente de Psiquiatria. Pouco depois realizou investigações sobre Etiologia e a Patogenia da Paralisia Geral, que tiveram repercussão além-fronteiras.
A 31 de Maio de 1913, casou civilmente em Lisboa com Maria da Conceição Pinheiro dos Santos, então de 19 anos, natural de Viana do Castelo (freguesia de Santa Maria Maior), filha do General António Lúcio dos Santos, natural de Lamego (freguesia da Sé), e de Guilhermina Pinheiro dos Santos, doméstica, natural de Braga (freguesia de São João do Souto). Teve 6 filhos e filhas: Maria Lúcia, Francisco Eduardo (falecido aos 26 anos), Fernando, Maria Antónia, Maria Helena (mãe de Vasco Pulido Valente) e José Maria.
Em 1917 é mobilizado para França, onde mais tarde a sua mulher e dois primeiros filhos se reunirão com ele em 1918, em Hendaia. Regressa a Portugal em 1919 e retoma a carreira docente investigando e leccionando nas áreas da Clínica Médica e da Patologia.
Em 1920 assumiu, como Professor Catedrático, a regência da cadeira de Clínica Médica, tornando-se o expoente em Portugal da Medicina Interna. Deu largo contributo para a valorização em Portugal do método cintífico de análise no estudo da fisiopatologia. Alguns estudos que publicou: “A Etiologia e a Patologenia da Paralisia Cerebral”, “Sur la Poliomyélite Myoclonique”, “A Teoria da Circulação Normal e Patológica”, e “Bases Teóricas de Electrocardiografia Clínica”.
Como docente e investigador combate nos trabalhos que publica o dogmatismo e defende a transversalidade dos saberes científicos; como cidadão, apoia com desassombro a resistência antifascista e o Movimento de Unidade Democrática (MUD) fundado em Outubro de 1945.
Nunca foi um político, não se filiou num partido nem desempenhou cargos políticos. Foi adquirindo ao longo da sua vida o merecido reconhecimento da sua grandeza intelectual e moral, e à sua volta e no seu convívio eram debatidos os acontecimentos políticos.
Um grupo dos mais prestigiados  intelectuais da década de 50 a 60 quase diariamente se reuniam ao fim da tarde no consultório de Francisco Pulido Valente: Aquilino Ribeiro, Ramada Curto, Carlos Olavo, Pulido Valente, Alberto Caidera, Ribeiro dos Santos, Mário Alenquer, Lopes Graça, Manuel Mendes, Sebastião Costa, Câmara Reis e Abel Manta. Deste grupo o pintor Abel Manta fez um quadro que actualmente (25 de fevereiro de 2018) se encontra no Museu da Cidade .
A brilhante carreira académica de Francisco Pulido Valente foi assinalada por numerosos prémios e distinções. A sua carreira académica vem a ser terminada bruscamente, a 18 de Junho de 1947, por decisão do Conselho de Ministros, sendo afastado compulsivamente do ensino juntamente com outros professores universitários [2]. Mantém a prática clínica até 1954.
Vem a falecer vítima de esclerose renal a 20 de Junho de 1963, aos 78 anos, em sua casa, na Avenida António Augusto de Aguiar, n.º 17, 3.º direito, freguesia de São Sebastião da Pedreira, em Lisboa.
O seu nome ficou indissociavelmente ligado à medicina e como um dos grandes intelectuais portugueses do século XX. Em 1975 o então Sanatório D. Carlos I é renomeado Hospital Pulido Valente em sua homenagem.
Em Março 1973 rebenta uma curiosa polémica pela publicação no Diário de Lisboa de um artigo da autoria de António Baptista. O caso Polido Valente Crítica censória e laudatória de uma figura notável da medicina portuguesa: Polido Valente, ou a exacerbação doentia da erudição e das faculdades criticas. São aí tecidas criticas ao homem e o autor define o Mestre como não tendo feito Ciência, mas essencialmente um metodólogo rigoroso e ainda de ser um autocrata e ter impedido a investigação. Durante vários dias os admiradores de Francisco Pulido Valente, entre eles quem o conhecera pessoalmente, familiares, e pessoas do maior prestigio nacional, enviam cartas para o mesmo jornal, relembrando que o autor não teria idade para ter um conhecimento do assunto, que era da área de fisico-químicas.
Francisco Pulido Valente deixou entre os que o conheceram um rol de histórias e factos anedoticos onde ficou documentado o seu carácter sarcastico e inflexível , assim como a sua bondade e elegância de procedimento.
O seu nome faz parte da toponímia de: Almada; Lisboa (Freguesia do Lumiar, Edital de 27 de fevereiro de 1978, ex-Rua 1 da Zona de Telheiras); Odivelas; Oeiras (Freguesia de Linda-a-Velha); Seixal (Freguesia da Amora); Setúbal; Sintra (Freguesia de Massamá).
Influenciou grandemente o seu neto Vasco Pulido Valente em termos políticos e epistemológicos. A grande referência de Francisco era o positivismo lógico, passando para o neto o espírito wittgensteiniano.
A 13 de julho de 1981, foi agraciado, a título póstumo, com o grau de Grande-Oficial da Ordem Militar de Sant'Iago da Espada.

### Obras
- As modernas ideias na patologia da tuberculose pulmonar (1925)

### Artigos em revistas
- Carta a um médico provinciano a propósito da sanocrisina (1925)
- Notas sobre a teoria da circulação normal e patológica I  – Dinâmica arterial. A teoria de Windkessel (1943)
- Sobre Leucemias (1943)

ainda diversas lições, assim como  traduções da Escola de Viena

### Cronologia[9]
25 de dezembro de 1884 – Nasce em Lisboa, na praça dos Restauradores , nº 33.
1909 – Termina o curso defendendo tese sobre a histeria na Escola Médico-Cirúrgica de Lisboa e faz acto grande, em que é aprovado com 19 valores.
1911 – É nomeado médico efectivo da Junta Consultiva dos Hospitais Civis de Lisboa.
4 de janeiro de 1912 – É nomeado primeiro-assistente provisório de 8ª classe, sendo colocado na cadeira de Psiquiatria sob a direcção do Prof. Júlio de Mattos.
31 de junho de 1913 – Casa com Maria de Conceição Pinheiro dos Santos.
15 de março de 1914 – Nasce a sua filha primogénita , Maria Lúcia.
Agosto de 1914 a Julho de 1917 – Frequenta os laboratórios do Instituto Câmara Pestana, onde pratica técnica bacteriológica e parasitológica e onde faz trabalhos de investigação sobre a sífilis.
Julho de 1917 – É mobilizado para França, onde tem sob a sua direcção serviços de clínica médica e doenças infecto-contagiosas, primeiro no Hospital de Sangue de Merville, depois no Hospital Militar de Hendaia, e finalmente no Hospital da Base nº 2.
23 de novembro de 1917 – Nasce o seu segundo filho, Francisco Eduardo.
1919 – Regressa a Portugal.
20 de setembro de 1919 – É nomeado segundo-assistente da 1ª Clínica Médica.
23 de dezembro de 1919 – É encarregado da regência do curso de Patologia Médica.
Janeiro de 1920 – Assume a regência da 1ª Clínica Médica e direcção dos respectivos serviços hospitalares.
21 de fevereiro de 1920 – É nomeado primeiro-assistente de Medicina Interna, depois de concurso , onde obteve 19 valores na prova documental e 20 valores nas provas públicas.
30 de junho de 1920 – É nomeado professor livre.
Julho de 1920 – Apresenta o seu relatório sobre a actividade da 1ª Clínica Médica.
1921 – Profere a sua lição sobre a paralisia geral e é nomeado professor ordinário de Patologia e Terapêutica Médicas.
23 de março de 1922 – É encarregadao da regência do curso de Terapêutica Médica, que rege até 1924-1925
1922-1923 – Cascão de Ansiães,  Fernando da Fonseca e Morais Cardoso vão frequentar na Alemanha, por sua indicação, clínicas e serviços dirigidos pelos maiores especialistas da época.
8 de abril de 1924 – É encarregadoda regência da 2ª Clinica Médica , em substituição do Prof. Belo Morais.
Abril a Julho de 1924 – Publica na Lisboa Médica as suas lições sobre a diabetes.
10 de março de 1925 – Desloca-se em comissão de serviço a Copenhaga , em companhia de Cascão de Ansiães, para assistir a um congresso sobre o novo tratamento da tuberculose empregado pelo Prof. Mollgaad, de Copenhaga (sanocrisina).
Agosto de 1925 – Publica na revista Lisboa Médica a “Carta a um médico provinciano a propósito da sanocrisina”, que resume a sua opinião sobre o valor desse tratamento.
14 de dezembro de 1925 – Profere na Faculdade de Medicina de Lisboa a lição “As modernas ideias na patologia da tuberculose pulmonar”, comemorando o 1ª centenário da Régia Escola de Cirurgia de Lisboa.
27 de setembro de 1933 – É transferido da cadeira de Patologia Médica para a de Clinica Médica.
30 de março de 1936 – Dirige uma carta ao director da Faculdade de Medicina de Lisboa instando-o a que faça junto dos poderes públicos as diligências necessárias para que fique resolvida a questão do prossectorado do Hospital Escolar, contratando para isso o Prof Wohlwill.
1938-1939 – Profere 6 lições sobre electrocardiografia integradas em cursos de aperfeiçoamento.
Julho de 1943  – Publica na revista Amatus Lusitano o trabalho “Notas sobre a teoria da circulação normal e patológica I  – Dinâmica arterial. A teoria de Windkessel”.
Outubro de 1943 – Publica na revista Amatus Lusitano o trabalho “Sobre Leucemias”.
12 de janeiro de 1944 – Morre com 26 anos o seu filho , formado em Medicina , Francisco Eduardo Pulido Valente.
1945 –  Publica na revista Seara Nova a tradução de diversos escritos da Escola de Viena , a propósito da polémica entre Egídio Namorado e Sant’Anna Dionísio., em seguimento à publicação do livro do primeiro, A Escola de Viena .
Junho de 1947 – É demitido do lugar de professor por decisão do Conselho de Ministros de 14 de Junho de 1947, in Diário de Governo, 1ª série, nº 138, de 18 de junho de 1947.
23 de agosto de 1947 – É colocado na inactividade permanente, aguardando aposentação.
25 de março de 1948 – É aposentado obrigatoriamente, in Diário de Governo, 1ª série, nº 70, de 25 de Março de 1948.
Janeiro de 1949 – Dá entrevista ao Diário de Lisboa, em que critica os serviços de assistência médica, especialmente o funcionamento dos hospitais.
Maio de 1952 – Desloca-se a Inglaterra para ser observado por Terence Millin.
1954 – É homenageado por ocasião do seu 70 º aniversário. Abandona a clínica. Publica-se o livro de homenagem, com a colaboração de discípulos e colegas.
1958 – Aceita o convite de Humberto Delgado para fazer parte da comissão de Honra da sua candidatura à presidência da República.
20 de junho de 1963 – Morre em Lisboa, antes de perfazer 79 anos de idade.